# Gran Premio motociclistico di Jugoslavia 1984
Il Gran Premio motociclistico di Jugoslavia 1984 fu la settima gara del Motomondiale 1984. Si disputò il 17 giugno 1984 presso l'Automotodrom Grobnik, nei pressi di Fiume.
Si è gareggiato in tre classi, con le vittorie di Freddie Spencer nella 500, di Manfred Herweh nella classe 250 e di Stefan Dörflinger nella classe 80.

## Classe 500

### Arrivati al traguardo
| Pos | Pilota              | Moto       | Giri | Tempo     | Griglia | Punti |
| --- | ------------------- | ---------- | ---- | --------- | ------- | ----- |
| 1   | Freddie Spencer     | Honda      | 32   | 50:00.620 | 1       | 15    |
| 2   | Randy Mamola        | Honda      | 32   | +17.580   | 3       | 12    |
| 3   | Raymond Roche       | Honda      | 32   | +24.660   | 5       | 10    |
| 4   | Eddie Lawson        | Yamaha     | 32   | +27.300   | 2       | 8     |
| 5   | Ron Haslam          | Honda      | 32   | +41.540   | 4       | 6     |
| 6   | Didier de Radiguès  | Chevallier | 32   | +1:09.410 | 7       | 5     |
| 7   | Barry Sheene        | Suzuki     | 32   | +1:17.860 | 6       | 4     |
| 8   | Sergio Pellandini   | Suzuki     | 32   | +1:18.110 | 9       | 3     |
| 9   | Virginio Ferrari    | Yamaha     | 31   | +1 giro   | 8       | 2     |
| 10  | Hervé Moineau       | Cagiva     | 31   | +1 giro   | 15      | 1     |
| 11  | Paolo Ferretti      | Suzuki     | 31   | +1 giro   | 19      |       |
| 12  | Reinhold Roth       | Honda      | 31   | +1 giro   | 19      |       |
| 13  | Dave Petersen       | Suzuki     | 31   | +1 giro   | 17      |       |
| 14  | Karl Tuchsess       | Suzuki     | 31   | +1 giro   | 18      |       |
| 15  | Attilio Riondato    | Suzuki     | 31   | +1 giro   | 24      |       |
| 16  | Louis-Luc Maisto    | Honda      | 31   | +1 giro   | 27      |       |
| 17  | Marco Gentile       | Yamaha     | 30   | +2 giri   | 23      |       |
| 18  | Fabio Marchesani    | Suzuki     | 30   | +2 giri   | 21      |       |
| 19  | Rob Punt            | Suzuki     | 30   | +2 giri   | 20      |       |
| 20  | Yashuhiko Gomibuchi | Suzuki     | 30   | +2 giri   | 32      |       |
| 21  | Georg Jung          | Paton      | 30   | +2 giri   | 28      |       |
| 22  | Børge Nielsen       | Suzuki     | 30   | +2 giri   | 29      |       |
| 23  | Josef Ragginger     | Suzuki     | 30   | +2 giri   | 22      |       |
| 24  | Josef Doppler       | Suzuki     | 29   | +3 giri   | 30      |       |
| 25  | Bohumil Staša       | Suzuki     | 28   | +4 giri   | 33      |       |

### Ritirati
| Pilota               | Moto   | Giri | Motivo ritiro | Griglia |
| -------------------- | ------ | ---- | ------------- | ------- |
| Lorenzo Ghiselli     | Suzuki | 29   |               | 16      |
| Claude Arciero       | Honda  | 23   |               | 26      |
| Dimitrios Papandreou | Yamaha | 22   |               | 31      |
| Franck Gross         | Honda  | 13   |               | 12      |
| Fabio Biliotti       | Honda  | 11   |               | 25      |
| Leandro Becheroni    | Suzuki | 3    |               | 13      |
| Massimo Broccoli     | Honda  | 1    | Caduta        | 14      |
| Wolfgang von Muralt  | Suzuki | 1    | Caduta        | 11      |

## Classe 250

### Arrivati al traguardo
| Pos | Pilota               | Moto      | Tempo     | Griglia | Punti |
| --- | -------------------- | --------- | --------- | ------- | ----- |
| 1   | Manfred Herweh       | Rotax     | 48:50.620 | 2       | 15    |
| 2   | Christian Sarron     | Yamaha    | +9.770    | 6       | 12    |
| 3   | Jacques Cornu        | Yamaha    | +10.110   | 8       | 10    |
| 4   | Wayne Rainey         | Yamaha    | +10.350   | 1       | 8     |
| 5   | Sito Pons            | Rotax     | +21.040   | 5       | 6     |
| 6   | Ivan Palazzese       | Yamaha    | +21.470   | 15      | 5     |
| 7   | Alan Carter          | Yamaha    | +23.160   | 10      | 4     |
| 8   | Martin Wimmer        | Yamaha    | +24.620   | 7       | 3     |
| 9   | Teruo Fukuda         | Yamaha    | +33.760   | 14      | 2     |
| 10  | Patrick Fernandez    | Yamaha    | +49.570   | 22      | 1     |
| 11  | Stéphane Mertens     | Yamaha    | +55.660   | 31      |       |
| 12  | Massimo Matteoni     | Yamaha    | +57.710   | 24      |       |
| 13  | Neil Robinson        | Pernod    | +1:04.430 | 29      |       |
| 14  | Juan Garriga         | Yamaha    | +1:04.630 | 28      |       |
| 15  | Donnie McLeod        | Yamaha    | +1:13.900 | 17      |       |
| 16  | Jean-Michel Mattioli | Armstrong | +1:22.230 | 19      |       |
| 17  | Erich Klein          | Rotax     | +1:39.260 | 26      |       |
| 18  | Harald Eckl          | Rotax     | +1 giro   | 25      |       |
| 19  | René Delaby          | Yamaha    | +1 giro   | 32      |       |
| 20  | Josef Hutter         | Bartol    | +1 giro   | 35      |       |

### Ritirati
| Pilota              | Moto       | Motivo ritiro | Griglia |
| ------------------- | ---------- | ------------- | ------- |
| Anton Mang          | Yamaha     |               | 3       |
| Carlos Lavado       | Yamaha     | Caduta        | 4       |
| Richard Hubin       | Yamaha     |               | 9       |
| Carlos Cardús       | Rotax      |               | 11      |
| Roland Freymond     | Yamaha     |               | 33      |
| Siegfried Minich    | Yamaha     |               | 34      |
| Herbert Besendörfer | Yamaha     |               | 21      |
| Thomas Bacher       | Yamaha     |               | 27      |
| Guy Bertin          | MBA        |               | 12      |
| Gabriel Gabria      | Yamaha     |               | 23      |
| Loris Reggiani      | Kawasaki   |               | 20      |
| Marcellino Lucchi   | Rotax      |               | 13      |
| Luis Miguel Reyes   | JJ Cobas   |               | 36      |
| August Auinger      | Monnet     |               | 30      |
| Mar Schouten        | Yamaha     |               | 18      |
| Thierry Espié       | Chevallier |               | 16      |

## Classe 80

### Arrivati al traguardo
| Pos | Pilota              | Moto      | Tempo     | Griglia | Punti |
| --- | ------------------- | --------- | --------- | ------- | ----- |
| 1   | Stefan Dörflinger   | Zündapp   | 31:46.160 | 1       | 15    |
| 2   | Hubert Abold        | Zündapp   | +9.030    | 5       | 12    |
| 3   | Jorge Martínez      | Derbi     | +28.350   | 2       | 10    |
| 4   | Gerhard Waibel      | Real      | +41.090   | 4       | 8     |
| 5   | Hans Spaan          | Kreidler  | +49.180   | 6       | 6     |
| 6   | George Looijesteijn | Casal     | +57.440   | 8       | 5     |
| 7   | Zdravko Matulja     | Ziegler   | +1:00.410 | 7       | 4     |
| 8   | Paul Rimmelzwaan    | Harmsen   | +1:33.780 | 9       | 3     |
| 9   | Theo Timmer         | Casal     | +1 giro   | 11      | 2     |
| 10  | Otto Machinek       | Kreidler  | +1 giro   | 15      | 1     |
| 11  | Claudio Granata     | Garelli   | +1 giro   | 14      |       |
| 12  | Hans Koopman        | Kreidler  | +1 giro   | 16      |       |
| 13  | Salvatore Milano    | Casal     | +1 giro   | 18      |       |
| 14  | Giuliano Tabanelli  | BBFT      | +1 giro   | 24      |       |
| 15  | Chris Baert         | Eberhardt | +1 giro   | 22      |       |
| 16  | Jos van Dongen      | Sachs     | +1 giro   | 17      |       |
| 17  | Miljenko Nervo      | Sever     | +1 giro   | 23      |       |
| 18  | Günter Schirnhofer  | Honda     | +2 giri   | 30      |       |
| 19  | Pasquale Buonfante  | Kreidler  | +2 giri   | 29      |       |
| 20  | Lajos Horti         | Kreidler  | +3 giri   | 32      |       |

### Ritirati
| Pilota              | Moto       | Motivo ritiro | Griglia |
| ------------------- | ---------- | ------------- | ------- |
| Pier Paolo Bianchi  | HuVo-Casal |               | 3       |
| Willem Heykoop      | HuVo-Casal |               | 10      |
| Serge Julin         | Casal      |               | 12      |
| Reinhard Koberstein | Seel       |               | 13      |
| Johann Auer         | Eberhardt  |               | 19      |
| Rainer Kunz         | FKN        |               | 20      |
| Thomas Engl         | Sachs      |               | 25      |
| Mauro Mordenti      | Kreidler   |               | 28      |
| Bernd Rossbach      | Casal      |               | 21      |
| Kasimir Rapczynski  | Kreidler   |               | 31      |
| Reiner Koster       | Casal      |               | 26      |
| Robert Hmeljak      | MBA        |               | 27      |